# William Edmunds
William Edmunds (* 15. Juli 1886 in San Fele, Potenza als Guillermo Bocconcini; † 7. Dezember 1981 in Los Angeles, Kalifornien) war ein italienisch-amerikanischer Schauspieler, welcher zwischen 1934 und 1959 fast 100 Film- und Fernsehauftritte absolvierte. Meistens wurde er als Südeuropäer in kleineren Nebenrollen besetzt.

## Leben und Karriere
William Edmunds wurde unter seinem Geburtsnamen Guillermo Bocconcini im italienischen Dörfchen San Fele geboren. Allerdings gibt es über sein genaues Geburtsdatum einige Unstimmigkeiten: Es gibt Quellen, welche vom 1. Januar 1885 als Edmunds Geburtstag ausgehen, die große Mehrzahl geht jedoch davon aus, dass Edmunds am 15. Juli 1886 geboren wurde. Der Schauspieler emigrierte bereits vor dem Ersten Weltkrieg in die Vereinigten Staaten, wo er in den folgenden Jahrzehnten als Theaterschauspieler arbeitete. Im Januar 1910 war er mit dem Stück The Young Turk erstmals am Broadway in New York zu sehen, wo er auch in den nächsten Jahrzehnten noch gelegentlich auftrat. Sein Filmdebüt gab Edmunds hingegen erst 1934 – im Alter von fast 50 Jahren – an der Seite von Bob Hope in Going Spanish, welcher ebenfalls in New York gedreht wurde. Nachdem der Charakterdarsteller im Dezember 1937 noch im Broadway-Stück Siege gespielt hatte, zog es ihn im Jahr 1938 zur Filmindustrie nach Hollywood.
Dort übernahm er im nächsten Jahrzehnt kleinere Nebenrollen in zahlreichen Spielfilmen, häufig ohne dafür eine Nennung im Abspann zu erhalten. Mit seinem hageren, südländischen Aussehen und seinem schweren Akzent verkörperte er stets Ausländer: meistens Südeuropäer wie Italiener, Spanier und Franzosen; gelegentlich aber auch exotischere Figuren wie Araber und Polynesier. Seine wohl bekannteste Rolle ist der italienische Barbesitzer Mr. Martini im Filmklassiker Ist das Leben nicht schön? aus dem Jahr 1946. Einen weiteren Restaurantbesitzer hatte er bereits fünf Jahre zuvor in Alfred Hitchcocks Komödie Mr. und Mrs. Smith gespielt. Er verkörperte ebenfalls einen Zigeunerführer im Horrorfilm Frankensteins Haus (1944) sowie Groucho Marx’ bemitleidenswerten Vorgesetzten in der Komödie Doppeltes Dynamit (1951). Er hat ebenfalls einen Kurzauftritt im Kultfilm Casablanca, in welchem er als zwielichtiger Schmuggler einem Flüchtling eine illegale Schiffspassage nach Amerika verspricht.
In den 1950er Jahren zog Edmunds sich zunehmend aus dem Schauspielgeschäft zurück, absolvierte aber noch einige Gastauftritte im US-Fernsehen. 1959 verabschiedete er sich nach fast 100 Film- und Fernsehauftritten von der Leinwand. Nachdem William Edmunds 1981 im hohen Alter von 95 Jahren verstorben war, wurde seine Asche in die See gestreut.

## Filmografie (Auswahl)
- 1934: Going Spanish (Kurzfilm)
- 1935: Shadow of Doubt
- 1938: Chicago – Engel mit schmutzigen Gesichtern (Angels with Dirty Faces)
- 1939: Idiot’s Delight
- 1939: Juarez
- 1939: Der Glöckner von Notre Dame (The Hunchback of Notre Dame)
- 1939: Nacht über Indien (The Rains Came)
- 1939: Nurse Edith Cavell
- 1939: Geronimo, die Geißel der Prärie (Geronimo)
- 1940: Rendezvous nach Ladenschluß (The Shop Around the Corner)
- 1940: Die wunderbare Rettung (Strange Cargo)
- 1940: Tödlicher Sturm (The Mortal Storm)
- 1940: Der große McGinty (The Great McGinty)
- 1940: Stranger on the Third Floor
- 1940: Escape
- 1940: Im Zeichen des Zorro (The Mark of Zorro)
- 1941: Mr. und Mrs. Smith (Mr. & Mrs. Smith)
- 1941: Forbidden Passage (Kurzfilm)
- 1941: Dr. Kildare: Vor Gericht (The People vs. Dr. Kildare)
- 1941: Die Frau mit der Narbe (A Woman’s Face)
- 1941: Fluchtweg unbekannt (They Met in Bombay)
- 1941: Tödlicher Pakt (Unholy Partners)
- 1942: Jukebox-Fieber (Juke Girl)
- 1942: Der große Gangster (The Big Shot)
- 1942: The Pied Piper
- 1942: Der Seeräuber (The Black Swan)
- 1942: Casablanca
- 1942: Reunion in France
- 1943: Aufstand in Trollness (Edge of Darkness)
- 1943: Spion im Orientexpress (Background to Danger)
- 1943: Wem die Stunde schlägt (For Whom the Bell Tolls)
- 1943: The Fallen Sparrow
- 1943: Madame Curie
- 1943: Liebeslied der Wüste (The Desert Song)
- 1944: Das siebte Kreuz (The Seventh Cross)
- 1944: The Climax
- 1944: Der Ring der Verschworenen (The Conspirators)
- 1944: Frankensteins Haus (House of Frankenstein)
- 1945: Die Liebe unseres Lebens (This Love of Ours)
- 1946: Anna und der König von Siam (Anna and the King of Siam)
- 1946: Sumpf des Grauens (Swamp Fire)
- 1946: Eine Lady für den Gangster (Nobody Lives Forever)
- 1946: Ist das Leben nicht schön? (It’s a Wonderful Life)
- 1946: Die Bestie mit den fünf Fingern (The Beast with Five Fingers)
- 1946: Besuch in Kalifornien (The Man I Love)
- 1947: Karneval in Costa Rica (Carnival in Costa Rica)
- 1947: Die lange Nacht (The Long Night)
- 1947: Briefe aus dem Jenseits (The Lost Moment)
- 1948: Der Pirat (The Pirate)
- 1948: Die drei Musketiere (The Three Musketeers)
- 1949: Kuß im Dunkeln (A Kiss in the Dark)
- 1949: Hoher Einsatz (Any Number Can Play)
- 1949: Rache im Ring (Ringside)
- 1949: Der Mann, der zu Weihnachten kam (Mr. Soft Touch)
- 1950: Gnadenlos gehetzt (The Lawless)
- 1951: Doppeltes Dynamit (Double Dynamite)
- 1953: Der Tolpatsch (The Caddy)
- 1959: 77 Sunset Strip (Fernsehserie, Folge 2x06)